# Goreli
Le Goreli (en russe : Горелый), est un complexe volcanique situé au sud de la péninsule du Kamchatka, à l'est de la Russie. Il comprend cinq stratovolcans qui se chevauchent et sont parmi les plus actifs du sud de la péninsule. Le Goreli est un imposant volcan bouclier, qui est dans une phase éruptive depuis 2010. Les précédentes éruptions ont eu lieu en 1980-1981 et en 1984-1986.

## Structure du massif volcanique
Plusieurs complexes composent cette structure volcanique :
- l'ancien volcan Pra-Goreli qui mesure 20–25 km de diamètre ;
- une caldeira de 12 km de diamètre ;
- une épaisse couche d'ignimbrite représentant un volume de 100 km3 ;
- des cônes volcaniques ;
- une structure plus moderne – le « Jeune Goreli » composé de trois grands cônes superposés et 11 cratères associés formant une ligne de crête intra-caldeira orientée nord-ouest—sud-est ;
- un ensemble de 40 cônes récents sur les pentes du « Jeune Goreli ».

En 2010, l'activité du Goreli commence à augmenter, suggérant que le volcan se réveillait à nouveau. Le code couleur de l'aviation est porté à « jaune », et une nouvelle cheminée est découverte sur la paroi intérieure sud-est du cratère.